# Silkstone (Queensland)
Silkstone is een plaats in de Australische deelstaat Queensland. Deze plaats telt 3480 inwoners (2016).